# Equació de Legendre
En matemàtiques, l'equació de Legendre és una equació diofàntica de la forma
{\displaystyle ax^{2}+by^{2}+cz^{2}=0.}
L'equació duu el nom d'Adrien-Marie Legendre, que va demostrar l'any 1785 que té solució per a valor enters de x, y, z, no tots ells zero, si i només si
−bc, −ca i −ab són residus quadràtics mòdul a, b i c, respectivament, on a, b, c són diferents a zero, lliures de quadrats (enters que no tenen cap divisor quadrat, més enllà d'1), coprimers, i no tots positius ni tots negatius.